# Bonnetina rudloffi
Bonnetina rudloffi is een spinnensoort in de taxonomische indeling van de vogelspinnen (Theraphosidae).
Het dier behoort tot het geslacht Bonnetina. De wetenschappelijke naam van de soort werd voor het eerst geldig gepubliceerd in 2001 door Vol.